# En flink Barnepige
En flink Barnepige er en dansk stumfilm fra 1909 produceret af Nordisk Films Kompagni og instrueret af Viggo Larsen.

## Handling
Denne artikel mangler et handlingsreferat. Hjælp os med at skrive det.